# Giro dell'Umbria 1978
Il Giro dell'Umbria 1978, trentasettesima edizione della corsa, si svolse il 5 agosto 1978. La vittoria fu appannaggio dell'italiano Gianbattista Baronchelli, che completò il percorso in 6h23'00", precedendo i connazionali Giovanni Battaglin e Mario Beccia.

## Ordine d'arrivo (Top 10)
| Pos. | Corridore                | Squadra           | Tempo    |
| ---- | ------------------------ | ----------------- | -------- |
| 1    | Gianbattista Baronchelli | Scic-Bottecchia   | 6h23'00" |
| 2    | Giovanni Battaglin       | Fiorella          | s.t.     |
| 3    | Mario Beccia             | Sanson-Campagnolo | s.t.     |
| 4    | Giuseppe Saronni         | Scic-Bottecchia   | a 3'05"  |
| 5    | Clyde Sefton             | Fiorella          | s.t.     |
| 6    | Franco Bitossi           | Gis Gelati        | s.t.     |
| 7    | Fabrizio Fabbri          | Sanson-Campagnolo | s.t.     |
| 8    | Alfio Vandi              | Magniflex-Torpado | s.t.     |
| 9    | Claudio Corti            | Zonca-Santini     | s.t.     |
| 10   | Roberto Visentini        | Vibor             | s.t.     |